# Thyratron

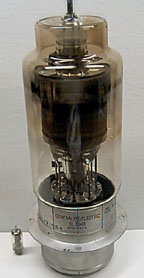
Thyratron

Een thyratron is een gasgevulde elektronenbuis die vooral werd gebruikt om grote elektrische stromen te schakelen. Hij werd in de jaren 20 van de 20e eeuw ontwikkeld uit de gasgevulde diode. De meeste thyratrons zijn uitgevoerd als triode, waarbij zich in de ballon een gas bevindt (kwikdamp, xenon, neon, waterstof).
De thyratron werkt als volgt: rond een verhitte kathode is een stuurrooster aangebracht. Verder naar buiten bevindt zich de anode. Zo lang het stuurrooster op een lage spanning wordt gehouden ten opzichte van de kathode zal er geen stroom door de buis vloeien. Na aanleggen van een positieve spanning op het stuurrooster wordt het gas geïoniseerd en kan een stroom tussen de negatieve kathode en de positieve anode lopen.
De buis heeft een aantal bijzondere eigenschappen: hij kan grote stromen voeren, en wanneer hij met het stuurrooster is aangesproken, wordt de stroom pas onderbroken wanneer de spanning op de anode daalt. Hij werd gebruikt als fase-aansnijder in vermogensregelaars.
De thyratron is, in de meeste toepassingen, vervangen door de thyristor, die veel kleiner en praktischer in gebruik is.
diode ·
triode ·
tetrode ·
pentode ·
hexode ·
heptode ·
octode ·
enneode

kathodestraalbuis ·
indicatorbuis ·
fotocel ·
fotomultiplicator ·
klystron ·
magnetron ·
lopende-golfbuis ·
geigerteller ·
gasontladingsbuis ·
thyratron ·
kwikdampgelijkrichter ·
ignitron